# Людопес
«Людопес» (англ. Dog Man) — американський анімаційний супергеройський комедійний фільм 2025 року студії DreamWorks, заснований на серії дитячих графічних романів «Dog Man» Дейва Пілкі. Спін-офф та історія в історії «Капітана Підштанько» (2017), сценарист і режисер Пітер Гастінгс. Ролі озвучили Піт Девідсон, Ліл Рел Говері, Айла Фішер, Поппі Лю, Стівен Рут, Біллі Бойд та Рікі Джервейс, а Гастінгс виконав вокальні ефекти для головного персонажа.
Коли офіцер поліції Лицаренко і його вірний пес Грег отримують поранення на роботі, рятівна медична операція створює їхній гібрид — Людопса. Людопес повинен захищати і служити, він завзято переслідує кота Піті, але несподівана поява кошеняти Крихітки Піті змінює їхні стосунки.

## Синопсис
Рудий кіт на ім'я Піті тероризує Окей-Ситі. Його переслідують поліцейський офіцер Лицаренко із псом Грегом. Піті заманює їх на покинутий склад, де він заклав бомбу. Лицаренко у спробі знешкодити бомбу перерізає не той дріт, і вона вибухає, поранивши голову Лицаренка та тіло Грега. Дві лікарки пришивають голову Грега до тіла Лицаренка, створюючи гібрид собаки та людини, якого вони назвали «Людопес». Поєднуючи фізичну силу людини та кмітливість пса, Людопес успішно протистоїть різним абсурдним планам Піті (наприклад, кіт створює величезний пилосос), який щоразу тікає з в'язниці. Проте Людопес сумує за колишнім життям. Дівчина Лицаренка, Аліса, продає їхній будинок, тож Людопес оселяється в собачій будці на околиці міста.
Звільнивши свою помічницю, Піті вирішує клонувати себе, щоб створити такого ж «генія», як він сам. Однак копія, Крихітка Піті, не зацікавлений у злочинах. Піті викрадає дохлу рибу-телекінетика Рибка, щоб оживити його та нацькувати на Людопса. Але Крихітка Піті ненавмисне втручається і Рибко застрягає в трубі фабрики. Піті вирішує покинути кошеня посеред міста. Людопес знаходить Крихітку Піті його та вирішує його всиновити.
У своєму лігві Піті знаходить книжку з малюнками, намальовану Крихіткою Піті, на якій вони обоє зображені як сім'я, що змушує його відчувати провину за те, що він покинув кошеня. Дізнавшись від своєї колишньої помічниці що Малюка Піті всиновив Людопес, Піті будує робота, щоб викрасти кошеня. Людопес разом із репортеркою Сарою Шапкогеть безуспішно розшукують його. Тим часом Піті розповідає кошеняті як його покинув батько. Намагаючись підбадьорити його, Крихітка Піті наказує роботу розшукати свого дідуся, сподіваючись, що той виправився. Але дідусь виявляється сварливим і цинічним.
Рибко випадково оживає, коли двоє працівників фабрики викидають його. Через витік речовини з труби оживає і сама будівля. Виконуючи наказ Піті знищити всіх «доброробів», Рибко націлюється на Людопса та його друзів, які борються з ожилими будинками. Піті неохоче вирішує об'єднатися з Людопсом, щоб урятувати Крихітку Піті. Рибко хоче скинути Людопса у вулкан. Тоді Крихітка Піті показує йому власноруч намальований комікс, у якому вони зображені друзями. Рибко переосмислює свої цінності та визнає, що він злий, бо його ніхто не любить. Крихітка Піті обіцяє стати його другом. Людопес жертвує своїм старим тенісним м'ячем, щоби врятувати Піті від падіння в лаву, а Рибка заарештовують.
Піті уникає покарання, бо жителі міста визнають його хорошим. Але він відмовляється прийняти це звання і повертається з Крихіткою Піті до свого лігва. Там виявляється, що дідусь забрав усе, крім книг. Після розмови з кошеням Піті вирішує розділити опіку над ним із Людопсом і дає йому нового м'яча. Потім він повертається до свого лігва з новим поглядом на життя.

## Акторський склад
- Пітер Гастінгс — Людопес, гібрид собаки та офіцера поліції[5]
- Піт Девідсон — Піті, кмітливий та зарозумілий помаранчевий кіт, який є запеклим ворогом Людопса[6][7]
- Лукас Гопкінс — Крихітка Піті, добросердне кошеня, клон Піті та помічник Людопса[5]
- Ліл Рел Говері — Шеф, запальний начальник поліції, де працює Людопес[6][7]
- Айла Фішер — Сара Шапкогеть, репортерка[7]
- Біллі Бойд — Шеймус, оператор Сари[7]
- Рікі Джервейс — Рибко, рибка з телекінетичними здібностями[7]
- Поппі Лю — помічниця Піті[7]
- Стівен Рут — дідусь, батько Піті[7]
- Меггі Вілер — ріелторка

## Український Дубляж
- Студія: LeDoyen Studio
- Режисер дубляжу: Павло Скороходько
- Перекладач: Анна Пащенко
- Музредактор: Тетяна Піроженко
- Звукорежисер: Альона Шиманович
- Мікс: Олег Кульчицький
- Менеджер проекту: Мирослава Сидорук

Ролі дублювали:
- Офіцер Лицаренко — Антон Кобилко
- Піті — Олександр Погребняк
- Крихітка Піті — Данило Скорняков
- Сара Шапкогеть — Вікторія Семеній
- Дідусь — Дмитро Завадський
- Шеф — Роман Молодій
- Рибко — Андрій Альохін
- Вчена — Аліна Проценко
- Шеймус — Володимир Плахов
- Моцний Джим — Сергій Солопай
- Роко — Максим Кондратюк
- Міллі — Ольга Радчук
- Помічниця — Лейла-Султанія Кім
- Мерина — Олена Узлюк
- Ріелторка — Аліса Гур'єва

А також: Роман Солошенко, В'ячеслав Дудко, Станіслав Мельник, Майя Ведернікова, Анастасія Чумаченко, Євгенія Петровська,
Пісні виконував також: Сергій Юрченко,

## Виробництво

### Розробка
9 грудня 2020 року компанія DreamWorks Animation оголосила, що фільм, заснований на серії графічних романів «Dog Man» знаходиться в розробці, а режисером буде Пітер Гастінгс. 29 січня 2024 року, після оголошення дати релізу, DreamWorks оголосила, що продюсером фільму буде Карен Фостер.
17 вересня 2024 року, після виходу першого трейлера, стало відомо, що Піт Девідсон, Ліл Рел Говері, Айла Фішер, Поппі Лью, Стівен Рут, Біллі Бойд і Рікі Джервейс озвучують фільм.

### Анімація
6 жовтня 2023 року було підтверджено, що фільм вийде в прокат у 2025 році, а також що «Людопес» та «Ляльковий дім Ґеббі» будуть повністю анімовані на студіях-партнерах (за винятком Sony Pictures Imageworks, яка стала анімаційним партнером фільму «Поганців 2»).
На відміну від «Капітана Підштанько», який був анімований Mikros Image і Technicolor Animation Productions, за анімацію відповідає Jellyfish Pictures, яка раніше робила анімацію для «Як приборкати дракона: Повернення додому» (2019) і «Спіріт: дикий мустанг» (2021), а також маркетинговою анімацією для «Тролі 2» (2020) і надавала додаткові виробничі ресурси для «Бебі Бос 2: Сімейний бізнес» (2021), «Поганці» (2022) і «Кунг-Фу Панда 4» (2024). Нейт Регг виступив художником-постановником.

### Музика
Музику до фільму написав Том Хоу.

## Маркетинг
У травні 2024 року було оголошено, що компанія Jakks Pacific та її підрозділ з виробництва костюмів Disguise уклали партнерство з Давом Пілкі для створення сувенірної продукції за мотивами фільму «Людопес», а також серії коміксів. Книжка, що містить арт до фільму, вийшла 10 грудня 2024 року у видавництві Abrams Books. 17 вересня 2024 року вийшов офіційний трейлер фільму.

## Випуск
Світова прем'єра відбулася 15 січня 2025 року на фестивалі Альп-д'Юез у Франції, а в кінотеатральний прокат у США фільм вийшов 31 січня того ж року.
У рамках довгострокової угоди Universal із Netflix, фільм транслюватиметься на Peacock протягом перших чотирьох місяців, після чого перейде на Netflix протягом наступних десяти, а потім повернеться на Peacock протягом решти чотирьох.

## Сприйняття
На агрегаторі відгуків Rotten Tomatoes 80 % з 96 відгуків критиків позитивні, із середнім рейтингом 6,5/10. Консенсус вебсайту підсумовує: «Втілюючи собаче творіння Дейва Пілкі з шаленою енергією, яка ніколи не вщухає, „Людопес“ порадує дітей, водночас кидаючи кістку їхнім батькам». Середньозважена оцінка на Metacritic складає 66 балів зі 100, що вказує на «загалом схвальні» відгуки.
Ноа Берлацький у журналі Chicago Reader відгукнувся про «Людопса» як про комедійну версію «Робокопа». За висновком критика, режисер Пітер Гастінгс задає своєму фільму анархічний темп «Веселих мелодій», де сюжетні події перемежовані з дурнуватими деталями, як-от відволікання Людопса на білок або присутність у місті розжареного вулкана. Важко уявити, — писав він, — щоб у 2025 році якийсь фільм справився б краще з тим, аби розвеселити і дітей, і дорослих.
Кет Кларк у The Guardian зазначила, що «Людопес» переповнений безглуздими жартами, які проносяться в шаленому темпі. Це жвавий фільм, головна проблема якого — поява Людопса з поєднання тіла людина й голови пса. Той факт, що Піті говорить, одразу робить його вдвічі цікавішим за Людопса, який лише гавкає. Зі своїми проблемами у вихованні дитинчати й стосунками із батьком, Піті є емоційним центром фільму.
За словами Кріса Клімека у The Washington Post, адаптований з однойменної серії графічних романів Дейва Пілкі, «Людопес» — це візуально винахідлива, хоча й дещо виснажлива пародія на поліцейські фільми, саги про супергероїв та напругу між собаками та котами. Анімація має текстуру та об'ємність, що часом нагадують лялькову анімацію, хоча їй бракує справжньої якості ручної роботи. Їй також бракує більш поетичних вимірів «Потоку» чи «Дикого робота», але є чимало посилань на класику 1980-х років, як «Міцний горішок», або «Робокоп».
Кортні Говард у Variety похвалила візуальний стиль, а також роботу зі світлом, яка підкреслює емоції персонажів. Фільм містить дотепні пародії на жанрові кліше. Але за висновком Говард, Гастінгс та компанія не впорядкували належним чином розсіяні теми. Хоча мультфільм підходить для всіх вікових груп, він час від часу стикається з труднощами у пошуку правильного балансу гумору та душевності, який міг би творити свою магію одночасно для дітей та дорослих.